# جشن آبجو
جشن آبجو (انگلیسی: Beerfest) فیلمی در ژانر کمدی به کارگردانی جی چاندراسکار است که در سال ۲۰۰۶ منتشر شد.

## خلاصه داستان
دو برادر برای جشن اکتبر به آلمان سفر می کنند، تا در رقابتی که به «باشگاه مبارزه» همراه با آبجو شهرت دارد، شرکت کنند ...

## بازیگران
- ویل فورته
- رالف مولر
- مونیک
- اریک کریستین اولسن
- یورگن پروشنو
- کلوریس لیچمن
- دونالد ساترلند
- آدری مری اندرسون
- بلانچارد راین
- جیمز رودی
- جی چاندراسکار
- ام.سی. گینی
- اوین یومان
- رابرت داگلاس
- فیلیپ برنکمیر
- نت فکسون
- ویلی نلسون